# Кай, Тиана
Тиана Кай (англ. Teanna Kai; р. 28 марта 1978, по другим данным 15 января 1971) — американская порноактриса. Снимается в сценах преимущественно лесбийского содержания.
На 2012 год Тиана Кай снялась в 121 порнофильме.

## Фильмография
- 2000 — Азиатские куколки — 1

## Награды
- 2004 AVN Award за лучшую лесбийскую сексуальную сцену (фильм) — Snakeskin (с Дрю Берримор)